# William L. Armstrong
William L. Armstrong (Fremont, 1937. március 16. – Denver, 2016. július 5.) az Amerikai Egyesült Államok szenátora (Colorado, 1979–1991).